# N-甲基-4-甲氧基苯胺
N-甲基-4-甲氧基苯胺（C8H11NO）是一种化合物，主要用于染料和医药中间体，以及汽油抗爆剂。它可以4-硝基苯甲醚为原料来制备。